# وینسنت مینلی
وینسنت مینلی (انگلیسی: Vincente Minnelli؛ زاده ۲۸ فوریهٔ ۱۹۰۳ – درگذشته ۲۵ ژوئیه ۱۹۸۶) کارگردان اهل ایالات متحده آمریکا بود. مینلی به خاطر کارگردانی فیلم‌های موزیکال کلاسیک همچون مرا در سن لویی ملاقات کن، یک آمریکایی در پاریس و ژی‌ژی به شهرت رسید.

## زندگی‌نامه
وینسنت مینلی (به انگلیسی: Vincente Minnelli) با نام اصلی لستر آنتونی مینلی (به انگلیسی: Lester Anthony Minnelli) در در به دنیا آمد. بازیگری را از سن سه سالگی شروع می‌کند چرا که پدر ایتالیایی اش نوازندهٔ ویلن و رهبر ارکستر بود و مادر فرانسوی اش هنرپیشه، وی بعداً به آموزش نقاشی پرداخته اما مدرسه را در شانزده سالگی رها می‌سازد. بعد از ترک مدرسه، ابتدا در یک کارگاه عکاسی به کار مشغول می‌شود و مدتی بعد، مدیر صحنه و طراح لباس و طراح صحنه تئاتر می‌گردد. در ۳۷–۱۹۳۵ به کارگردانی باله و موزیکال می‌پردازد و سرانجام به هالیوود می‌رود و در ۱۹۴۰ به وسیلهٔ آرتور فرید قراردادی با مترو گلدوین مایر بسته و در قسمت‌های مختلف کار می‌کند تا ۱۹۴۳ که اولین فیلمش را می‌سازد؛ و تا اواخر دههٔ شصت، همچنان تحت قرداد مترو گلدوین مایر باقی می‌ماند. او همچنین علاوه بر کار نقاشی، به سازندگان فیلم‌های تجربی نیز کمک می‌نمود. وینسنت مینلی بر اثر بیماری‌های آمفیزم و سینه‌پهلو در ۲۵ ژوئیه ۱۹۸۶ در سن ۸۳ سالگی درگذشت

### زندگی شخصی
دخترش لایزا مینلی (از جودی گارلند) ستارهٔ معروف سینماست.

## جوایز و افتخارات
- نامزد جایزه اسکار بهترین کارگردانی بخاطر فیلم یک آمریکایی در پاریس (۱۹۵۱)
- برنده جایزه اسکار بهترین کارگردانی بخاطر فیلم ژی‌ژی (۱۹۵۸)
- برنده جایزه گلدن گلوب بهترین کارگردانی بخاطر فیلم ژی‌ژی (۱۹۵۸)
- نامزد جایزه گلدن گلوب بهترین فیلم درام بخاطر فیلم شور زندگی (۱۹۵۶)
- نامزد جایزه گلدن گلوب بهترین فیلم درام بخاطر فیلم یک آمریکایی در پاریس (۱۹۵۱)
- نامزد جایزه بفتا بهترین فیلم بخاطر ژی‌ژی (۱۹۶۰)
- نامزد جایزه بفتا بهترین فیلم بخاطر زشت و زیبا (۱۹۵۴)
- نامزد جایزه بفتا بهترین فیلم بخاطر یک آمریکایی در پاریس (۱۹۵۲)

## فیلم‌شناسی
1. کلبه‌ای در آسمان (۱۹۴۳)
2. انجامش دادم (۱۹۴۳)
3. مرا در سنت لوئیس ملاقات کن (۱۹۴۴)
4. ساعت (۱۹۴۵)
5. مهرویان زیگفیلد (۱۹۴۵)
6. یولاندا و دزد (۱۹۴۵)
7. تا زمانی که ابرها کنار بروند (۱۹۴۶)
8. جریان زیرین (۱۹۴۶)
9. دزد دریایی (۱۹۴۸)
10. مادام بوواری (۱۹۴۹)
11. پدر عروس (۱۹۵۰)
12. سود کم پدر (۱۹۵۱)
13. یک آمریکایی در پاریس (۱۹۵۱)
14. بد و زیبا (۱۹۵۲)
15. داستان سه عشق (۱۹۵۳)؛ فیلم‌نامه: مادموارل
16. واگن دسته موزیک (۱۹۵۳)
17. یدک‌کش دراز دراز (۱۹۵۴)
18. بریگادون (۱۹۵۴)
19. تار عنکبوت (۱۹۵۵)
20. قسمت (۱۹۵۵)
21. شور زندگی (۱۹۵۶)؛ درباره زندگی ونسان ون گوگ
22. چای و محبت (۱۹۵۶)
23. زن طراح (۱۹۵۷)؛ در ایران با نام: چرا بله گفتم؟ نیز شناخته می‌شود.
24. گناه هفتم (۱۹۵۷)
25. ژی‌ژی (۱۹۵۸)؛ جایزه اسکار بهترین فیلم
26. تازه‌کار بی‌رغبت (۱۹۵۸)
27. بعضی دوان دوان آمدند (۱۹۵۸)
28. خانه از راه تپه (۱۹۶۰)؛ در ایران با نام: ارث خونین نیز شناخته می‌شود.
29. خانه‌ای از تپه (۱۹۶۰)
30. زنگ‌ها می‌زنند (۱۹۶۰)؛ در ایران با نام: تلفن‌چی ناقلا نیز شناخته می‌شود.
31. چهار سوار آخرالزمان (۱۹۶۲)؛ در ایران با نام: چهار سوار سرنوشت نیز شناخته می‌شود.
32. دو هفته در شهری دیگر (۱۹۶۲)
33. خواستگاری پدر ادی (۱۹۶۳)
34. خداحافظ چارلی (۱۹۶۴)
35. مرغ دریایی (۱۹۶۵)
36. در هوایی صاف می‌توانی تا ابد ببینی (۱۹۷۰)؛ در ایران با نام: در یک روز آفتابی نیز شناخته می‌شود.
37. مسئله زمان (۱۹۷۶)